# Chiara Gagnarli
Chiara Gagnarli (Castiglione del Lago, 20 novembre 1981) è una politica italiana, deputata alla Camera nella XVII e XVIII legislatura della Repubblica Italiana, eletta con il Movimento 5 Stelle per poi seguire la scissione di Luigi Di Maio in Insieme per il futuro nel 2022.

## Biografia
Nata il 20 novembre 1981 a Castiglione Del Lago, in provincia di Perugia, laureata in scienze della produzione animale, imprenditrice nel settore dei servizi, alle elezioni politiche del 2013 viene eletta alla Camera dei Deputati, nelle liste del Movimento 5 Stelle (M5S) nella circoscrizione Toscana. Nel corso della XVII legislatura è stata membro e, dal 21 luglio 2015 al 22 marzo 2018, vicepresidente della 13ª Commissione Agricoltura.
Alle elezioni politiche del 2018 viene ricandidata alla Camera, tra le liste del M5S nella medesima circoscrizione, venendo rieletta deputata. Nella XVIII legislatura della Repubblica è stata componente della 13ª Commissione Agricoltura, oltreché capogruppo per il Movimento 5 Stelle prima e Insieme per il futuro poi nella commissione.
Il 21 giugno 2022 aderisce alla scissione di Luigi Di Maio dal Movimento 5 Stelle, a seguito dei contrasti tra lui e il presidente del M5S Giuseppe Conte, per aderire a Insieme per il futuro.